# La Razón (Perú)
La Razón es un diario peruano, fundado por el excongresista Moisés Wolfenson en el 2001. De tendencia conservadora, es considerado uno de los diarios con editorial cercanamente fujimorista en tener mayor vigencia en la prensa peruana, con un tiraje de 10 000 ejemplares en los años 2010.

## Historia
Fue fundado por el excongresista Moisés Wolfenson Woloch (periodo 2000-2001), quien fue director del diario y consiguió estar en contacto con Vladimiro Montesinos. Wolfenson fue acusado por ser presunto aliado de la red de corrupción en 2004, para declararse culpable en la Corte Suprema.  Posteriormente, el diario deja de operar independientemente con la creación de Montecristo Editores, empresa que posee el periódico deportivo Todo Sport y los diarios de corte popular El Chino y El Men.
El diario es conocido por su editorial muy cercana al fujimorismo. Su cobertura notabiliza a Alberto Fujimori como un presidente «condecorado y no tratado como un criminal». La preferencia del medio por Keiko Fujimori también se manifiesta abiertamente. Además, el diario distribuyó su propio álbum en 2021 sobre el expresidente, coincidiendo con la campaña anticomunista de algunos medios.
Tiene entre sus columnistas a Javier Valle-Riestra, Antero Flores Aráoz, Jaime Salinas, Sergio Tapia, Phillip Butters, entre otros. Además, contó la participación en sus coberturas al etnocacerista Antauro Humala. También lleva invitados relacionados con el Partido Aprista Peruano.

### Gobierno de Alejandro Toledo
Durante el mandato del presidente Alejandro Toledo, el diario La Razón se autocalificó como «un diario de oposición que está con altísima credibilidad y tiene altísimo tiraje». Tras la detención de su anterior director, Uri Woloch, asumió el cargo Uri Ben Schmuel.
La Razón desempeñó un papel relevante en el gobierno de Toledo. Contribuyó a difundir un reportaje del exministro Carlos Boloña a Raúl Diez Canseco, que reveló disensiones ideológicas. Posteriormente, obtuvo en exclusiva una grabación de audio del congresista Gustavo Espinoza, que supuestamente hacía referencia a aspectos personales del presidente Toledo.

### Gobierno de Alan García
Durante el segundo gobierno de Alan García, Montecristo Editores recibió dinero del Ministerio de Vivienda por «promoción y difusión de las actividades y programas del sector» entre diciembre de 2006 y febrero de 2007, según registró el Sistema Electrónico de Adquisiciones y Contrataciones del Estado. Debido al pago y la posible publicidad encubierta, Carlos Bruce acusó al diario La Razón de seguir el legado de la prensa chicha. El resultado fue la renuncia del director de Comunicaciones del ministerio y el proceso administrativo a dos funcionarios; mientras que García señaló a la compra como un «grave error». A pesar de los cambios, no se realizaron investigaciones al ministro involucrado, Hernán Garrido Lecca, quien se negó a dar declaraciones públicas del caso.
Adicionalmente, el diario recibió una condecoración por el general Edwin Donayre en 2007 por realizar una campaña de desprestigio al entonces ministro de Defensa Allan Wagner Tizón. El diario consolidó su editorial fujimorista cuando incluyó a Wagner, aparentemente por defender derechos humanos, en el mediatizado colectivo de los «caviares».   Por otro lado, el periódico se posicionó en contra de Rodolfo Robles, militar que había mostrado su oposición al gobierno de Alberto Fujimori y lo había denunciado por las acusaciones sin fundamento lanzadas contra él.

## Controversia sobre su editorial
Según el periodista de investigación Edmundo Cruz en 2009, a diferencia de otros diarios de circulación masiva como El Comercio y La República, el diario La Razón otorgó un mayor protagonismo a la opinión fundamentalista frente a los hechos.
En la década de 2000, este diario participó en iniciativas para desprestigiar a figuras políticas mediante acusaciones de terrorismo. Esto ocurrió a través de la difusión de conversaciones y sueldos de los miembros de la Comisión de la Verdad y la Reconciliación para menoscabar sus investigaciones. Posteriormente, se repitió con Ronald Gamarra, denunciante del caso de los diarios, a quien se dedicó una portada asociándolo con el Movimiento Revolucionario Túpac Amaru.
Según la Asociación Pro Derechos Humanos, en 2009 el Tribunal de Ética del Consejo de la Prensa Peruana sancionó al periódico por su cobertura sesgada del Caso La Cantuta, que incluía difamaciones contra organizaciones de derechos humanos. La propia asociación denunció en ese año que el diario realizó una campaña de terruqueo contra Gisela Ortiz.
En 2004, parte de la plana periodística renunció cuando se descubrieron vínculos con Vladimiro Montesinos, persona relevante en el caso de la prensa chicha.  Según uno de los periodistas que renunciaron, Milagros Rumiche, la publicación estuvo supervisada por los editores y los dueños, a pesar de que el fundador Moisés Wolfenson no estuvo directamente implicado en la editorial. La Veeduría Ciudadana de la Comunicación Social calificó la denuncia de «un hecho peligroso» en la historia del periodismo peruano.